# Erika Zuchold
Erika Barth Zuchold (Lucka, 19 de março de 1947 – Assunção, 22 de agosto de 2015) foi uma ex-ginasta alemã oriental que competiu em provas de ginástica artística.
Zuchold disputou duas edições dos Jogos Olímpicos, em 1968 na Cidade do México e em 1972 em Munique, conquistando quatro medalhas de prata e uma de bronze.
Após sua aposentadoria do esporte, tornou-se polivalente na área ligada as artes e recebeu prêmios e indicações.

## Carreira
Erika tornou-se ginasta em 1959, aos doze anos de idade, praticando na escola de esportes, em Leipzig. Quatro anos mais tarde, deu-se sua primeira competição internacional, agora como membro do Esporte Clube Leipzig - um confronto contra o Clube de Ginástica Budapeste, na Hungria. Neste mesmo ano, a ginasta tornou-se ainda, membro da equipe nacional. No ano seguinte, os confrontos foram entre a União Soviética, a Romênia e a Bulgária, nas quais conquistou medalhas por equipe e individuais. No Campeonato Nacional Alemão, tornou-se a primeira ginasta a performar um flic-flac na trave.
Entre 1965 e 1969, Zuchold estudou música e esporte, no Instituto de Treinamento para Professores, também em Leipzig. Em 1966, a atleta casou-se com o ciclista Dieter Zuchold, com quem teve filhos. Sua competição internacional deste ano, foi o Mundial de Dortmund, do qual saiu com o medalha de prata no salto, em sua estreia. No ano seguinte, no Campeonato Europeu, em Amsterdã, a ginasta conquistou uma nova prata na prova individual do salto sobre a mesa.
Em 1968, nos Jogos Olímpicos da Cidade do México, Erika conquistou duas medalhas. Foi bronze por equipes, ao lado de Karin Janz e prata no salto, superada pela tcheca Věra Čáslavská. Um ano mais tarde, em nova edição do Campeonato Europeu, realizado na Suécia, Zuchold conquistou a medalha de bronze, empatada com a soviética Ludmilla Tourischeva e uma nova medalha de prata no salto.
Durante parte de seus anos enquanto ginasta, Zuchold lecionou em Leipzig. Em 1970, no de Mundial de Ljubljana, a atleta subiu ao pódio na segunda colocação do individual geral e da disputa por equipes. Nas finais por aparelhos, dois ouros – trave e salto. No Campeonato Europeu do seguinte ano, em Minsk, Erika saiu com quatro medalhas de bronze – concurso geral, salto, trave de equilíbrio e solo. Em 1972, nos Jogos Olímpicos de Munique, sua última competição internacional, a alemã oriental, conquistou três medalhas de prata. A primeira veio na disputa por equipes. Em seguida, nos aparatos, prata no salto e prata nas barras assimétricas, empatada com a soviética Olga Korbut.
Nos quatro anos que se seguiram, a agora ex-ginasta estudou Artes na Universidade Karl Marx, também em Leipzig. Nos anos que se seguiram, Erika dedicou-se a aprimorar suas técnicas, além de estudar pintura e artes gráficas. Trabalhou em departamentos de artes e esportes, organizou exibições e coletou obras artísticas na Polônia. Mais tarde ensinou crianças do Sri Lanka e das Filipinas. Em 1980 dedicou-se a exposições permanentes na Alemanha, Iraque, Espanha, Suíça e Áustria. Em 1990, retomou os estudos, dessa vez, para literatura – especificamente letra poética -, no Instituto Johannes R. Becher, da Universidade de Leipzig. Por três vezes, Zuchold recebeu o prêmio VI. Biennal Internacional Esportistes en´l Art. Desde de 2000, trabalha com cerâmica e escultura em pedras. Em 2005 ela entrou no International Gymnastics Hall of Fame.
Enquanto ginasta, Zuchold ficara conhecida por ser inovadora. Após se aposentar da modalidade, Erika assumiu várias profissões ligadas a arte: curadora, educadora, pintora e escultora.

## Principais resultados
| Ano  | Evento                                    | AA                | Equipe            | Salto sobre o cavalo. | Trave.            | Barras assimétricas. | Solo.             |
| ---- | ----------------------------------------- | ----------------- | ----------------- | --------------------- | ----------------- | -------------------- | ----------------- |
| 1963 | Campeonato Nacional Alemão                |                   |                   | 4º                    |                   |                      | 6º                |
| 1964 | Campeonato Nacional Alemão                | Medalha de ouro   |                   |                       | Medalha de ouro   | 2º                   | Medalha de ouro   |
| 1965 | Campeonato Nacional Alemão                | Medalha de prata  |                   | Medalha de ouro       | Medalha de bronze |                      |                   |
| 1966 | Campeonato Nacional Alemão                | Medalha de ouro   |                   | Medalha de ouro       | Medalha de ouro   |                      |                   |
| 1966 | Campeonato Mundial de Ginástica Artística | 4º                |                   | Medalha de prata      |                   |                      |                   |
| 1967 | Campeonato Nacional Alemão                | Medalha de prata  |                   | Medalha de ouro       | Medalha de ouro   | Medalha de prata     | Medalha de ouro   |
| 1967 | Campeonato Europeu                        |                   |                   | Medalha de prata      |                   |                      |                   |
| 1968 | Jogos Olímpicos                           |                   | Medalha de bronze | Medalha de prata      |                   |                      |                   |
| 1968 | Campeonato Nacional Alemão                | Medalha de ouro   |                   | Medalha de prata      | Medalha de ouro   | Medalha de prata     | Medalha de ouro   |
| 1969 | Campeonato Europeu                        | Medalha de bronze |                   | Medalha de prata      |                   |                      |                   |
| 1970 | Campeonato Mundial de Ginástica Artística | Medalha de prata  | Medalha de prata  | Medalha de ouro       | Medalha de ouro   |                      |                   |
| 1971 | Campeonato Europeu                        | Medalha de bronze |                   | Medalha de bronze     | Medalha de bronze |                      | Medalha de bronze |
| 1972 | Jogos Olímpicos                           |                   | Medalha de prata  | Medalha de prata      |                   | Medalha de prata     |                   |